# Arthur Motta
Arthur Motta (* 1922; † 20. Jahrhundert) war ein französischer Jazz-Schlagzeuger.
Motta war Sohn eines Musiklehrers und lernte ab 1931 Violine. 1941/42 gewann er mit seiner Band auf dem Amateurwettbewerb im Salle Pleyel den Preis für kleinere Ensembles. 1943 wurde er zur Zwangsarbeit nach Wien verpflichtet und spielte dort im Tanzorchester des Europasenders beim Reichssender Wien sowie mit der Jazzcombo Mytteis, Landl & Co.,  die aus Ernst Landl, Herbert Mytteis, Rudi Kregcyck und Vittorio Ducchini bestand, in der Steffldiele. Motta war auch an Plattenaufnahmen von Ernst Landl mit seinen Solisten für Telefunken beteiligt („Tanz mit mir“). Nach Kriegsende kehrte er nach Frankreich zurück und spielte u. a.  Hubert Rostaing et son Sextette und bei Tony Proteau. 1947 nahm er mit Hubert Rostaing, Henri Crolla und Léo Chauliac für das Label Swing auf (Jam Session, No. 4). 1948 begleitete er Django Reinhardt im Quintette du Hot Club de France. Im folgenden Jahrzehnt arbeitete er u. a. bei den Claude Bolling Jazz All Stars, Maurice Vander, Pierre Gossez, Raymond Lefèvre und im Duo mit Louis Vola. Motta gehörte in den 1960er Jahren dem Jet Quartet (u. a. mit Géo Daly) an. Im Bereich des Jazz war er zwischen 1943 und 1966 an 64 Aufnahmesessions beteiligt.
Motta verunglückte tödlich bei einem Autounfall.